# Gaasterlân-Sleat
Gaasterlân-Sleat (en néerlandais, Gaasterland-Sloten) est une ancienne commune néerlandaise du sud de la Frise, qui avait Balk pour chef-lieu. Depuis le 1er janvier 2014, elle fait partie de la commune de De Fryske Marren.

## Géographie
La commune était située au sud-ouest de la province de Frise, sur les rives de l'IJsselmeer. Elle occupait une surface de 209,29 km2 dont 114 en eaux, sur les lacs de Sloten et Fluessen.

## Liste des villages
Le nom officiel des villages est en néerlandais.
Source: CBS

## Histoire
La commune est formée le 1er janvier 1984 par la fusion de la commune de Gaasterland, de la ville de Sloten et d'une partie de la commune de Hemelumer Oldeferd. L'année suivante, elle prend le nom officiel en frison de Gaasterlân-Sleat.
Le 1er janvier 2014, la commune disparaît et fusionne avec Lemsterland et Skarsterlân au sein de la nouvelle commune de De Friese Meren, devenue De Fryske Marren en 2015.